# Acace de Césarée
Pour les articles homonymes, voir Acace.
Acacius ou Acace de Césarée (né v. 300, mort en 365/366), surnommé  « Monophtalmus » c'est-à-dire « le Borgne », devient évêque arien de Césarée en Palestine en 340. Il succède alors à l’historien Eusèbe de Césarée.
On considère qu’il professait un arianisme modéré ; à ce titre, il était le chef de la secte des acaciens, branche des ariens, qui admet une certaine ressemblance, quant à la volonté, du Père avec le Fils. Cette concession distingue les acaciens des anoméens, qui repoussent avec une égale énergie et la ressemblance et la consubstantialité du Père et du Fils (cf. « Arianisme »).

## Parcours ecclésiastique
Il participe au concile de la Dédicace à Antioche en 341 et siège avec les évêques grecs au concile de Sardique/Philippopolis en 443, à la suite duquel les évêques d’Occident tentent de le déposer. Il ordonne Cyrille, évêque de Jérusalem vers 350, mais plus tard se brouille avec lui pour des questions de juridiction et réussit à le faire déposer en 357 par une assemblée d’évêques réunie à Césarée.
À partir de 357, il participe activement aux disputes doctrinales. Au synode de Séleucie de 359, il dépose une profession de foi qui rejette à la fois l'homoousisme (Père et Fils de même nature) de la formule de Nicée, l'homoiousisme (Fils de substance semblable à celle du Père), et l'anoméisme (dissemblance) pour proposer l'homéisme (ressemblance du Fils au Père, sans préciser de quoi relève cette similitude). Acace a la réputation d’être un opportuniste théologiquement inconstant.
Il défend l’homéisme au concile de Constantinople en 360. Il approuve l’élection de Mélèce d'Antioche en 360/361 pour ensuite se brouiller avec lui. Il se réconcilie avec Mélèce en 363, sous Jovien, et accepte la formulation du Symbole de Nicée, mais retourne à l'arianisme dès l’année suivante à l’avènement de Valens.
Il écrit un grand nombre d'ouvrages (CPG 3510-3515) qui se sont perdus. Celui qu'on regrette le plus est une Vie d'Eusèbe de Césarée, dont il était le disciple. Il écrit un ouvrage contre Marcel d'Ancyre (Contra Marcellum) dont des fragments nous sont parvenus dans l’œuvre d'Épiphane de Salamine.

## Source
- Dictionnaire universel d’histoire et de géographie
- La Grande Encyclopédie